# اینگنرید
اینگنرید (به آلمانی: Ingenried) یک شهر در آلمان است که در بایرن واقع شده‌است.

## خصوصیات
اینگنرید ۱۷٫۴۵ کیلومترمربع مساحت دارد ۶۶۴ متر بالاتر از سطح دریا واقع شده‌است.